# Robert Philip Lancaster-Ranking
Robert Philip Lancaster-Ranking, britanski general, * 1896, † 1971.